# Yngsjöstrand
Yngsjöstrand is een plaats in de gemeente Kristianstad in het Zweedse landschap Skåne en de provincie Skåne län. De plaats heeft 213 inwoners (2005) en een oppervlakte van 219 hectare.